# Ján Popluhár
Ján Popluhár (Čeklís, Checoslovaquia, 12 de septiembre de 1935-Bernolákovo, Eslovaquia, 6 de marzo de 2011) fue un futbolista eslovaco que jugó como defensa, principalmente en el ŠK Slovan Bratislava. Fue internacional con Checoslovaquia, con quien disputó dos Copas del Mundo (1958 y 1962).

## Carrera profesional
Ján Popluhár comenzó su carrera en el fútbol después de la escuela secundaria con el RH Brno. En 1955 ingresó en el ŠK Slovan Bratislava, donde pasó quince temporadas y jugó 262 partidos, anotando 21 goles. Entre 1955 y 1958 estuvo en el Rudá Hvězda Brno, para volver al Slovan Bratislava y terminar disputando 306 partidos de la liga checoslovaca en total. Después de terminar su carrera en el Slovan en 1968 se trasladó al Olympique Lyonnais de la liga francesa. Tras dos temporadas en Lyon, el futbolista pasó cinco años con el club aficionado austríaco SK Slovan Viena como jugador-entrenador. A la edad de 44 Popluhár dio su carrera por terminada.
El entrenador del Slovan Bratislava, Leopold Šťastný, era famoso por crear apodos para sus jugadores y Popluhár se hizo conocido en los círculos futbolísticos eslovacos como 'Bimbo', debido a su noble carácter.

## Selección nacional
Popluhár disputó 62 partidos con la selección de Checoslovaquia y anotó un gol. Formó parte de la plantilla checoslovaca que disputó la Copa Mundial de 1958 en Suecia y la Copa Mundial de 1962 en Chile. También jugó la Eurocopa 1960, la primera que se disputó.
Fue elegido Futbolista del Año en la antigua Checoslovaquia por primera vez en 1965, a pesar del gran estado de forma de su compañero de selección, Josef Masopust. En 2004 fue elegido por la Federación Eslovaca de Fútbol mejor futbolista eslovaco de los últimos 50 años como parte de los premios Golden Players de la UEFA.